# Pierino medico della S.A.U.B.
Pierino medico della S.A.U.B. è un film del 1981 diretto da Giuliano Carnimeo ed interpretato da Alvaro Vitali.
La pellicola non ha legami con la serie con protagonista il personaggio di Pierino, sempre interpretato da Vitali. Qui, infatti, Pierino è il soprannome di Alvaro Gasperoni, un incompetente medico.

## Trama
Alvaro Gasperoni, sempliciotto romano, dopo una carriera scolastica caratterizzata dalla licenza elementare conseguita a Roma, quella media a Frosinone, quella ginnasiale a Catanzaro e quella liceale a Canicattì, ottiene con relativa fatica un'agognata laurea in medicina ad Addis Abeba (Etiopia), visto che più le scuole erano al sud e meno erano esigenti a rilasciare i diplomi. Grazie alla potente raccomandazione del padre ottenuta dalla loggia massonica P2, inizia presto a lavorare come medico in un ospedale romano, contornato da colleghi rampanti ma altrettanto incompetenti.
Il primario della clinica afferma che «il valore di un medico si misura dal numero di pazienti che ha», e quindi Alvaro fa ricoverare tutti i suoi parenti per ottenere la poltrona di viceprimario, che effettivamente ottiene salvo poi essere licenziato dall'assessore alla sanità che, mascherato da semplice paziente, si era fatto ricoverare per controllare l'andamento della struttura sanitaria.

## Produzione
In questo film (come in Paulo Roberto Cotechiño centravanti di sfondamento) Alvaro Vitali ha interpretato due ruoli: quello del protagonista Alvaro Gasperoni, e quello di Pippetto.
Alcune scene del film sono state girate negli esterni dell'ospedale Sant'Eugenio di Roma.

## Colonna sonora
Il tema portante della colonna sonora del film è la celebre Marcia di Esculapio, di Piero Piccioni, composta per il film Il medico della mutua. Tra le altre si può riconoscere anche la colonna sonora del film Una giornata spesa bene, composta da Bruno Nicolai.

## Distribuzione
Venne distribuito nei cinema italiani a partire dal 24 dicembre 1981.

### Censura
La commissione di revisione impose la rimozione di due scene, per un totale di 11,90 metri:
- la scena in cui la ninfetta si denuda il seno;
- la scena in cui la ragazza Domenica si dichiara ninfomane e si spoglia nello studio del protagonista.

## Accoglienza

### Critica
(S. R. su La Stampa del 29 dicembre 1981)